# مجيد حلواي
مجيد حلواي (بالفارسية: مجید حلوایی)، من مواليد 7 فبراير 1948، هو لاعب كرة قدم إيراني سابق، كان نجم لنادي بيكان، وكان يلعب مركز الدفاع مركز وسط، انضم للمنتخب الإيراني عام 1970 ولعب 15 مباراة، وسجل هدفين، وكان من اللاعبين الذين حققوا لقب كأس آسيا في العاصمة التايلاندية بانكوك سنة 1972.